# امافت
امافت، روستایی است از توابع بخش مرکزی شهرستان سوادکوه در استان مازندران ایران. در مسیر روستای امافت بعد از این روستا ، روستای کنگلو قرار دارد.

## جمعیت
این روستا در دهستان راستوپی قرار دارد و براساس سرشماری مرکز آمار ایران در سال ۱۳۸۵، جمعیت آن ۱۰۸ نفر (۲۹خانوار) بوده‌است.